# Hybie
Hybie (słow. Hybe) – wieś (obec) na Słowacji położona w kraju żylińskim, w powiecie Liptowski Mikułasz.

## Położenie
Wieś położona jest w południowo-wschodniej części Kotliny Liptowskiej, u północnych podnóży Kozich Grzbietów (konkretnie ich zachodniej części, zwanej Ważeckim Grzbietem). Leży w dość szerokiej i płytkiej w tym miejscu dolinie rzeczki Hybicy, która kilka kilometrów poniżej wsi wpada do Wagu. Przez wieś prowadzi droga krajowa nr 18 na odcinku Liptowski Mikułasz – Poprad, natomiast niespełna 1,5 km na północ od jej centrum biegnie autostrada D1.

## Historia
Pierwsze wzmianki o miejscowości pochodzą z roku 1239.

## Demografia
Według danych z dnia 31 grudnia 2016, wieś zamieszkiwało 1485 osób, w tym 748 kobiet i 737 mężczyzn.
W 2001 roku rozkład populacji względem narodowości i przynależności etnicznej wyglądał następująco:
- Słowacy – 95,98%
- Czesi – 0,74%
- Morawianie – 0,19%
- Polacy – 0,12%
- Romowie – 2,84%

## Zabytki
- Kościół rzymskokatolicki pw. Wszystkich Świętych. Wczesnogotycki, murowany, jednonawowy z wielobocznie zamkniętym prezbiterium z ok. 1300 r., później kilkakrotnie przebudowany, w XVII w. otoczony murem obronnym, z wieżą dostawioną na osi w roku 1824.
- Kościół ewangelicki. Klasycystyczny, murowany, jednonawowy z półkoliście zamkniętym prezbiterium i z wieżą na osi, wtopioną w korpus budowli, z lat 1822-1826. Wzniesiony na miejscu starszego, drewnianego kościoła tzw. artykularnego.
- Zespół murowanych domów małomiasteczkowych, parterowych, nakrytych dachami siodłowymi, z ozdobnymi szczytami, w większości skupionych wokół czworobocznego rynku, z XIX i początków XX w.

## Galeria

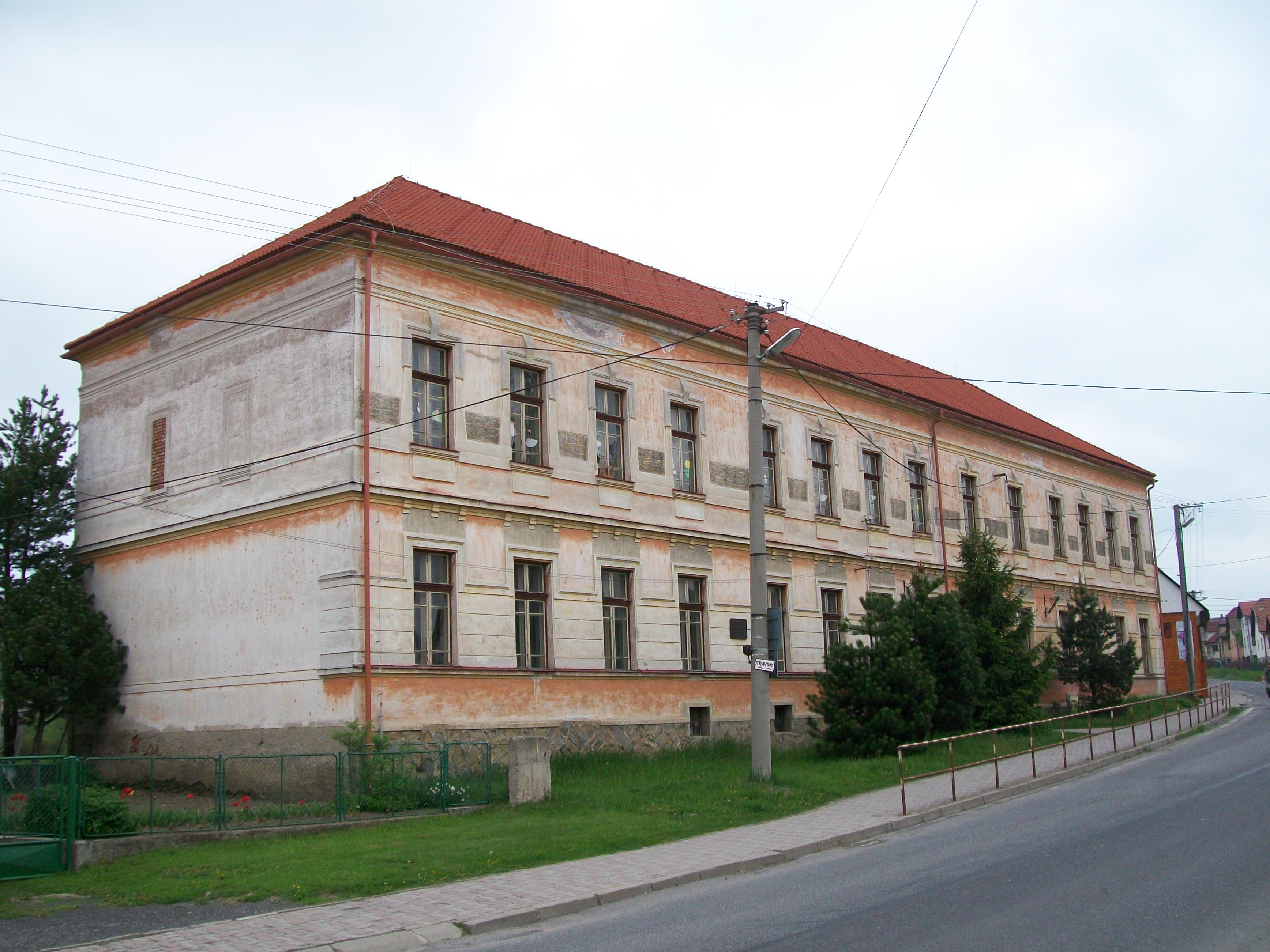
Centrum "Quo vadis" (dawna ewangelicka szkoła ludowa)
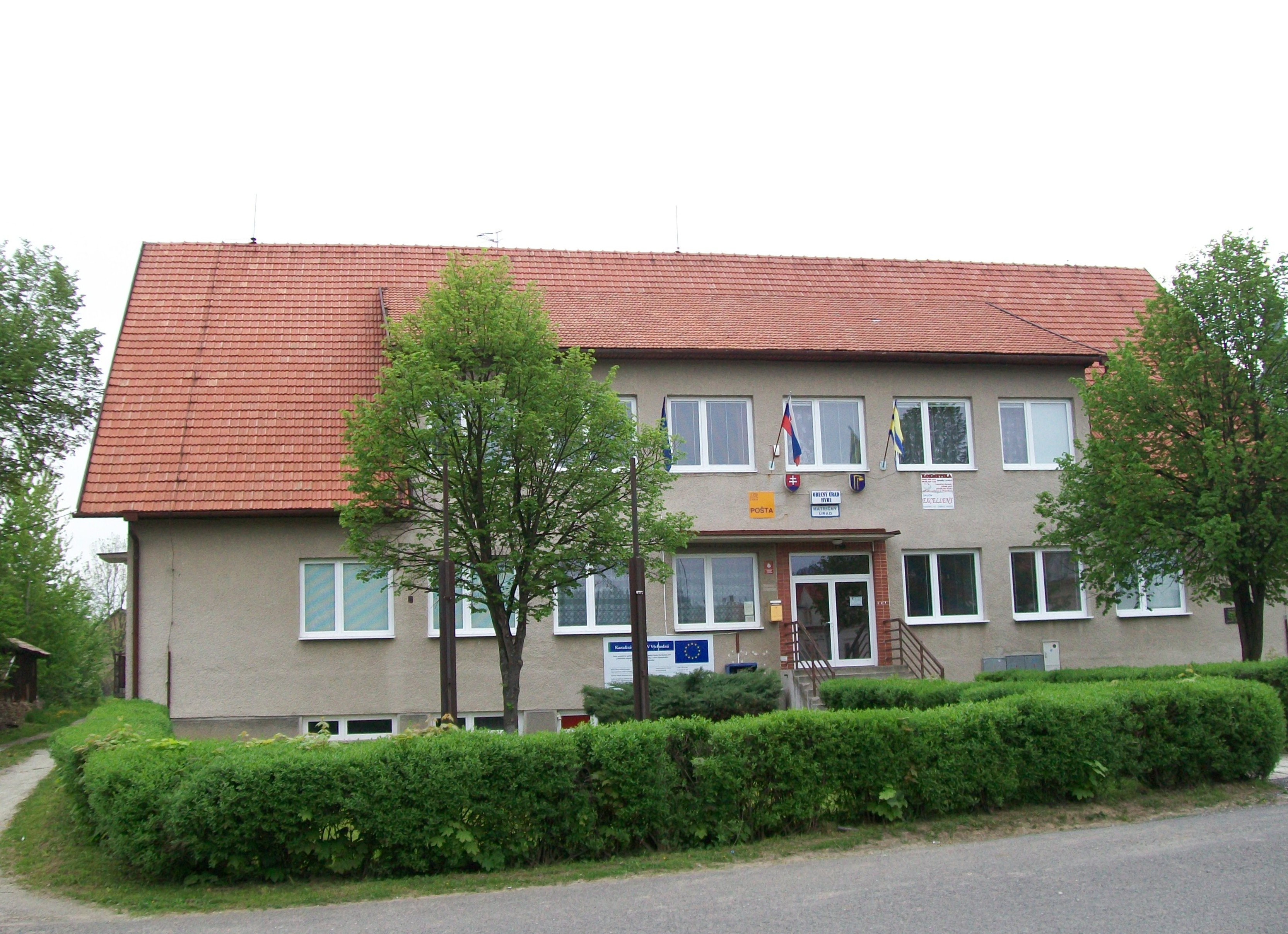
Urząd
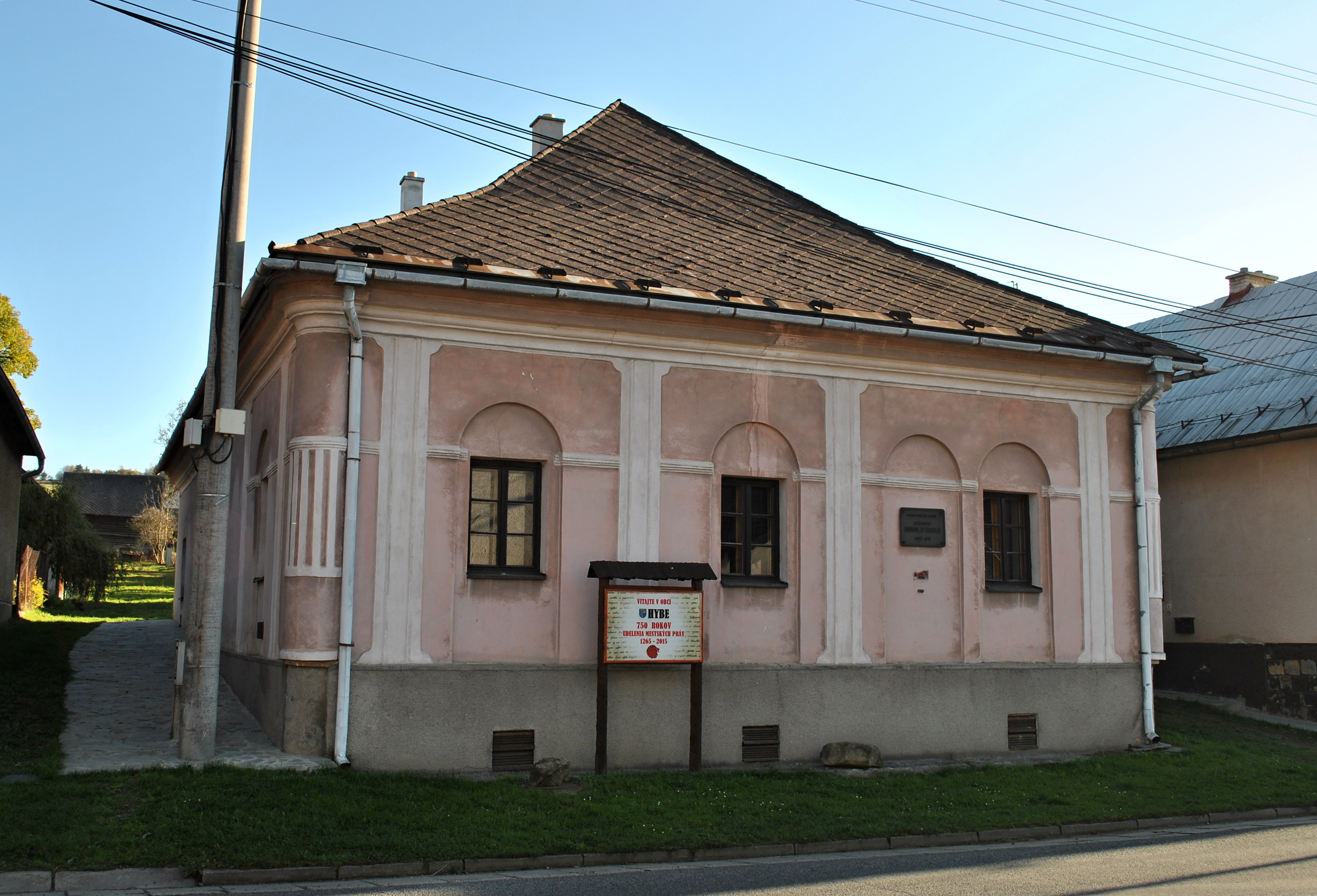
Dom D. Chrobáka
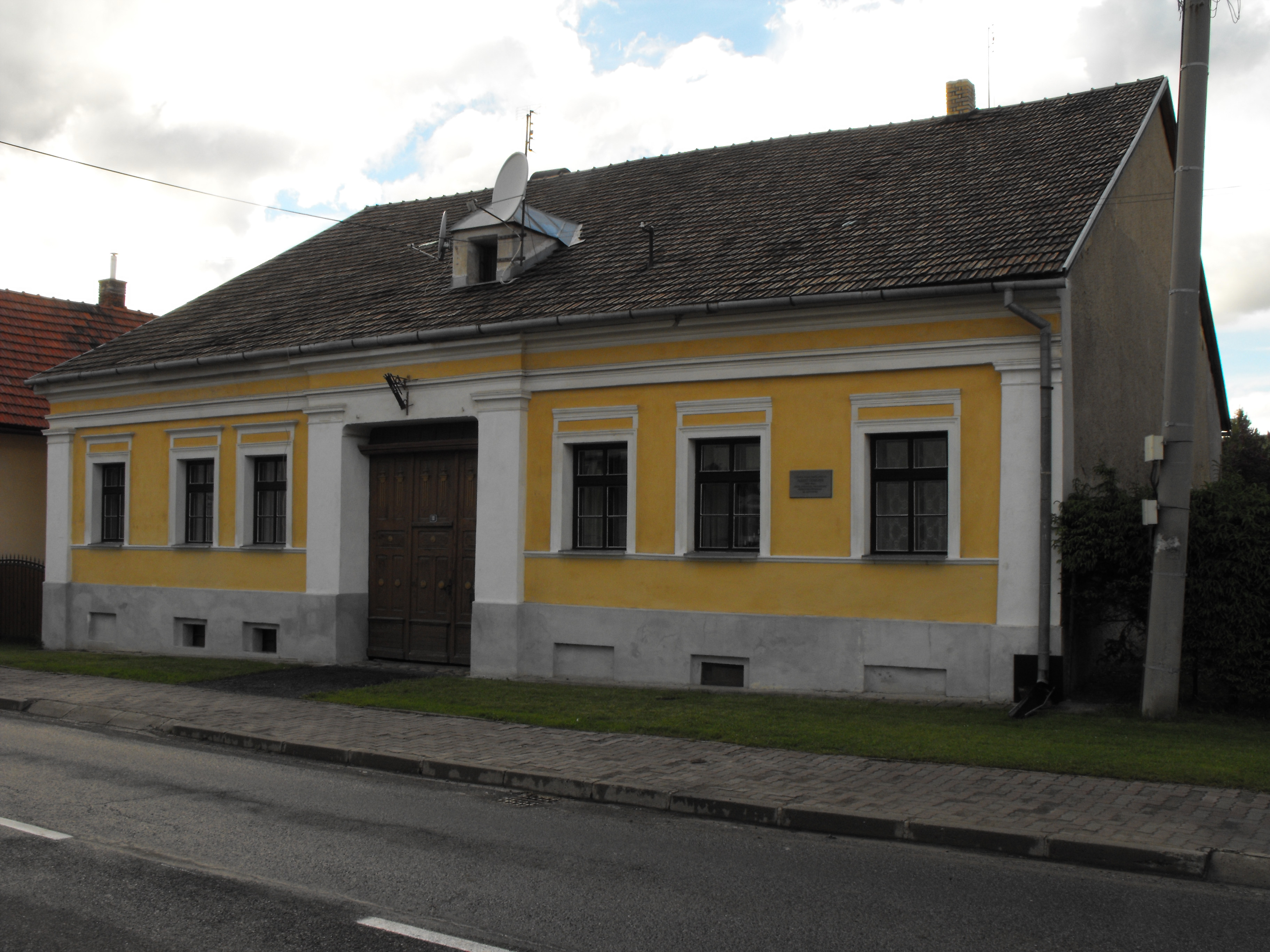
Dom Alberta Škarvana
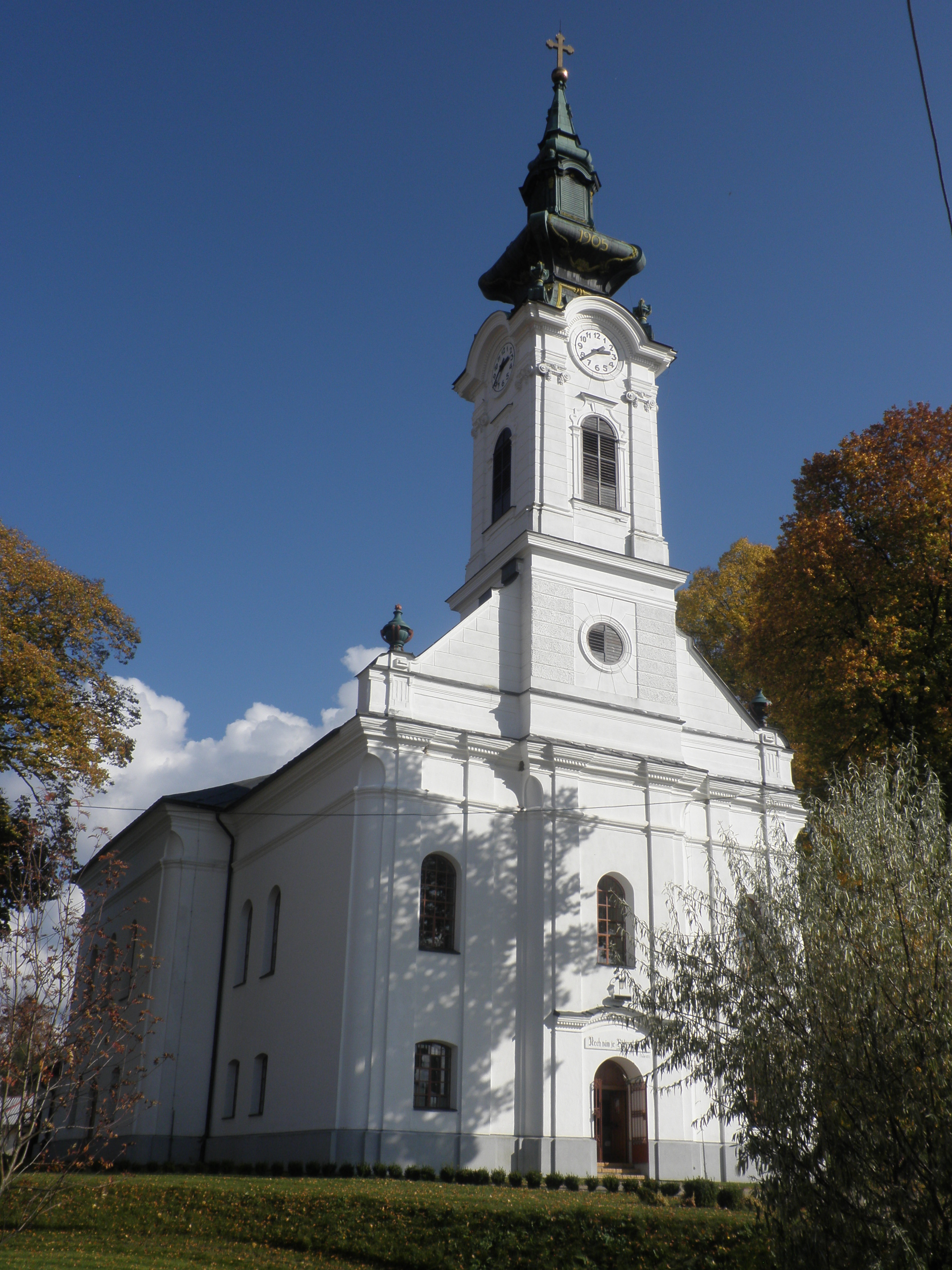
Kościół ewangelicki
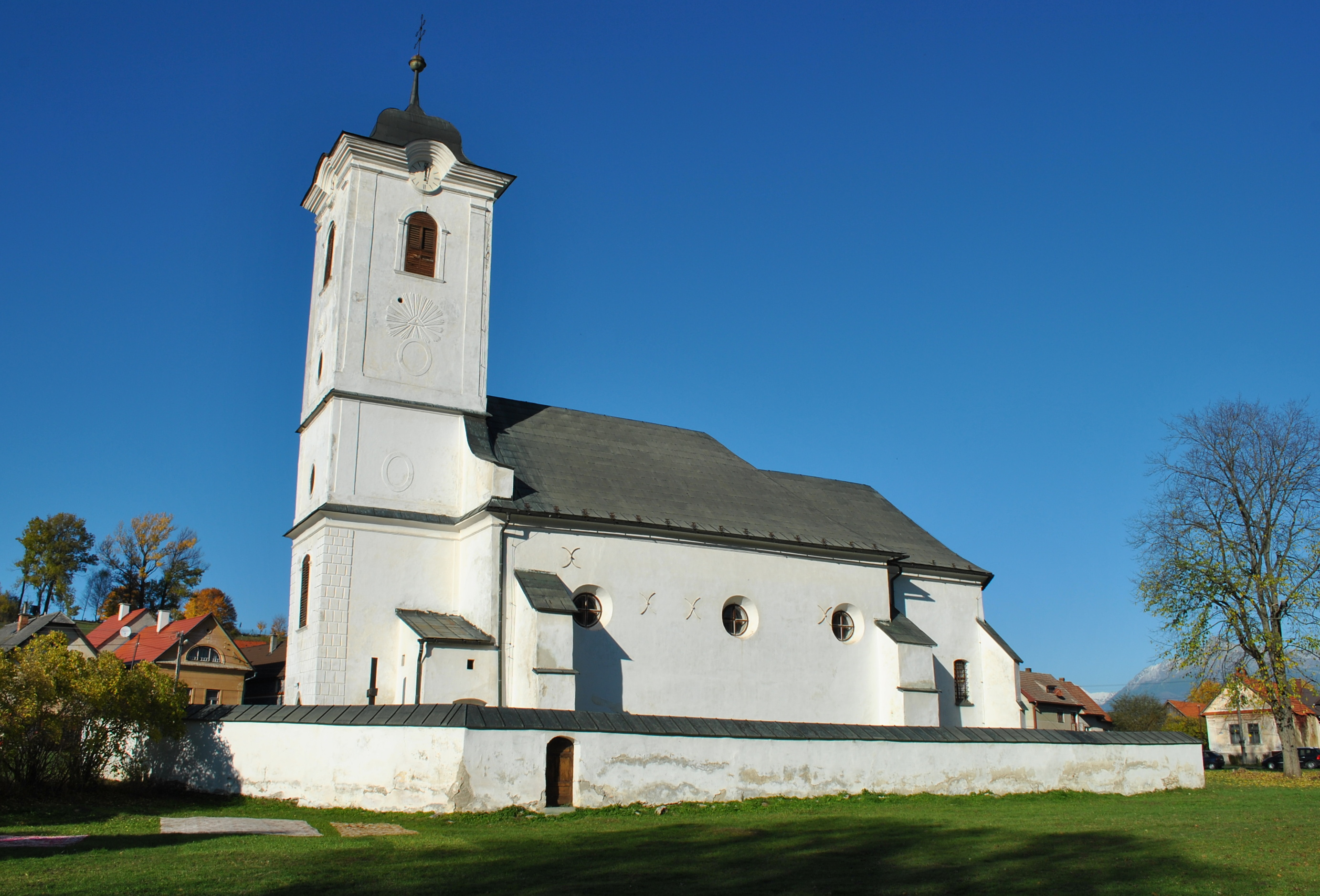
Rzymskokatolicki kościół pw. Wszystkich Świętych

### Tablice pamiątkowe

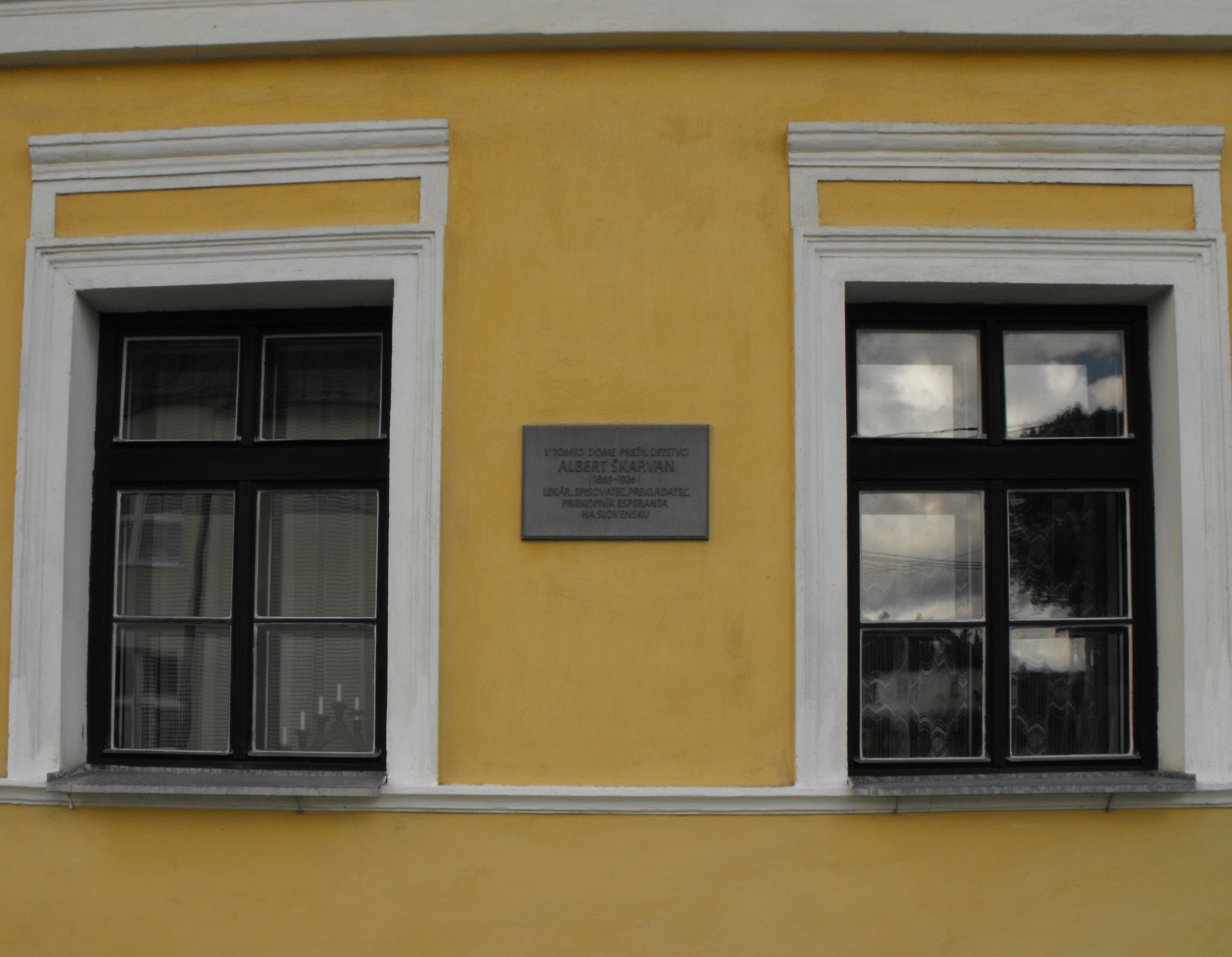
Albert Škarvan
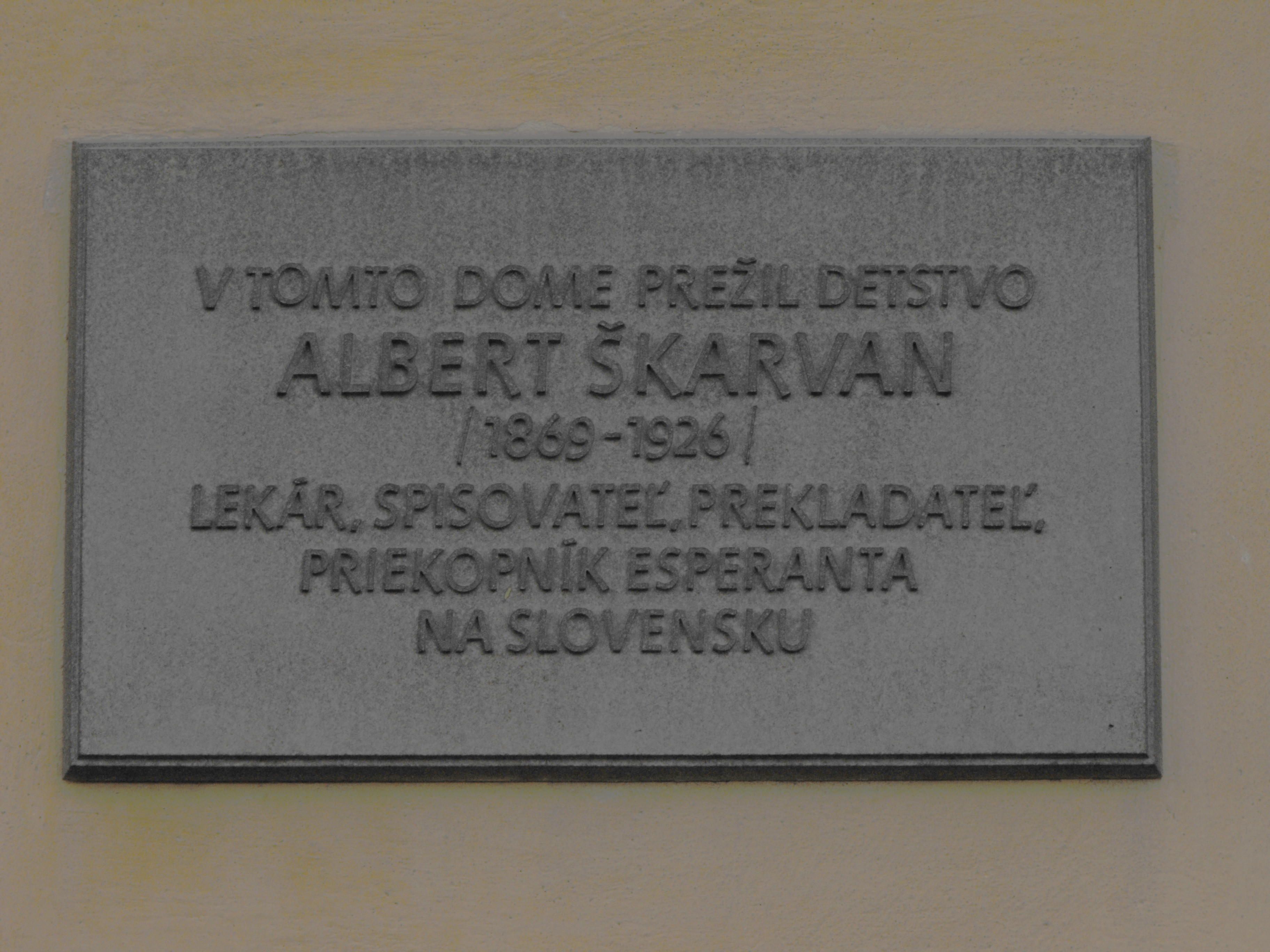
Albert Škarvan
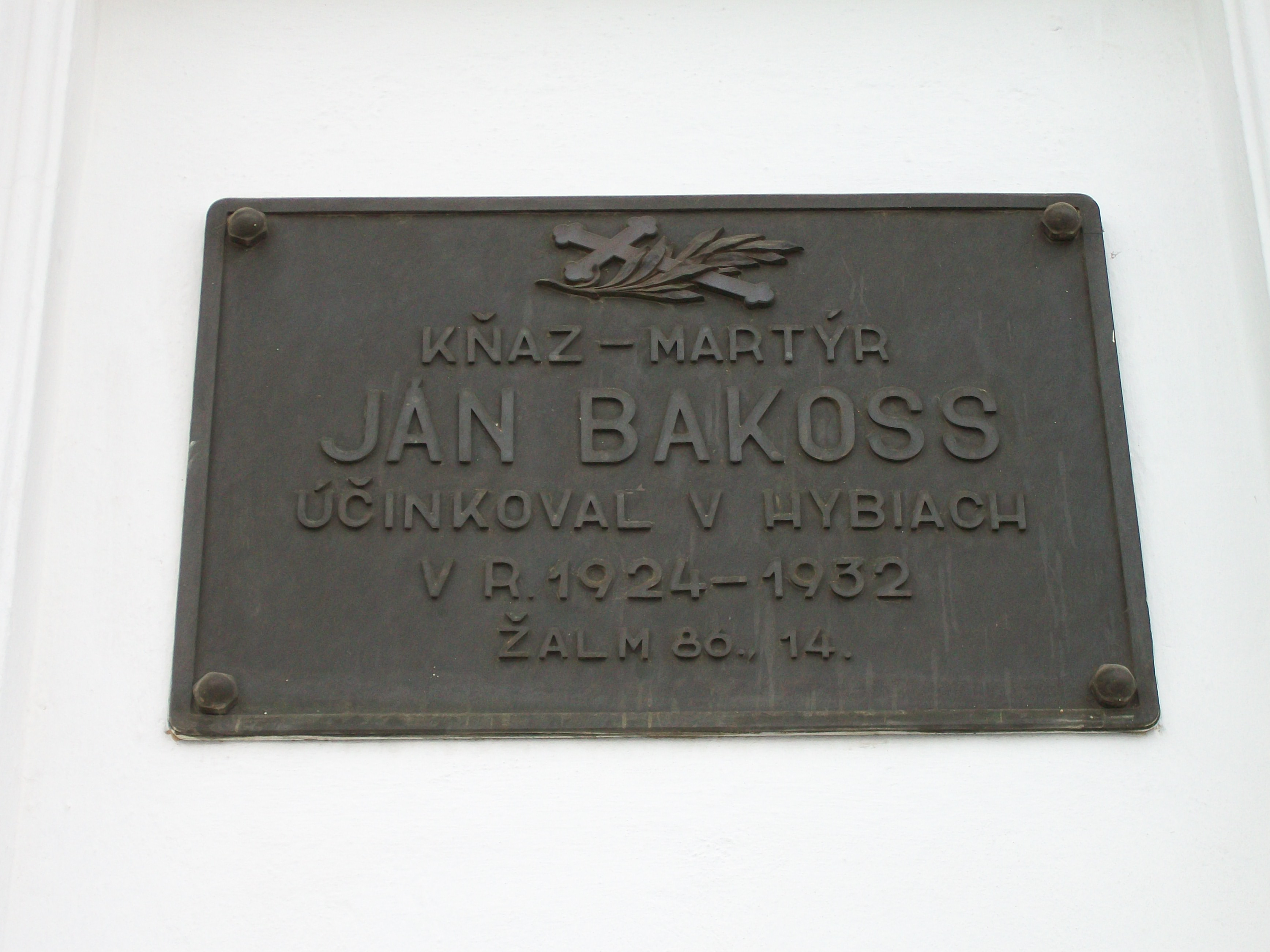
Ján Bakoss
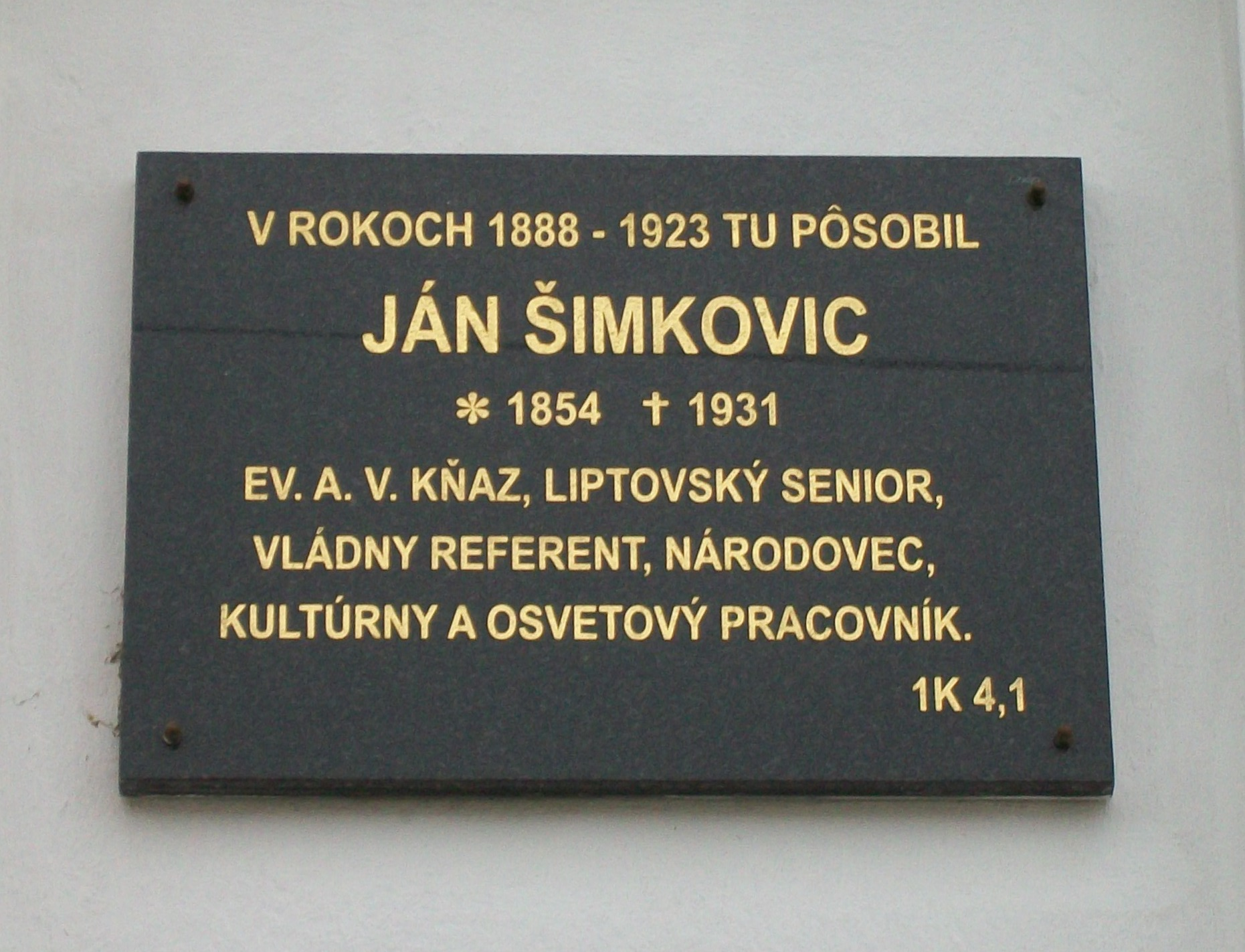
Ján Šimkovic
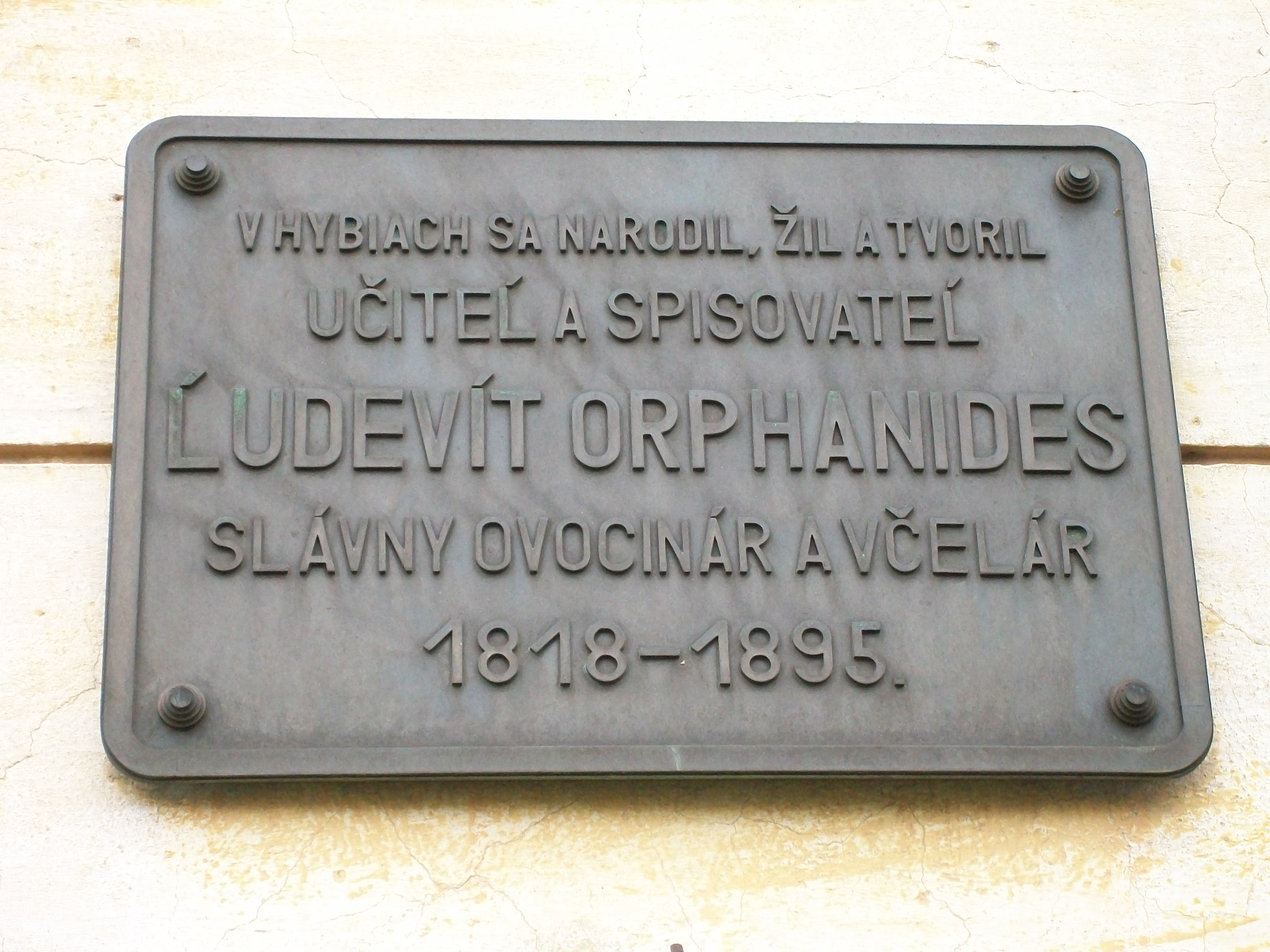
Ľudevít Orphanides